# Boucé (Allier)
Boucé é uma comuna francesa na região administrativa de Auvérnia-Ródano-Alpes, no departamento Allier. Estende-se por uma área de 21,28 km². Em 2010 a comuna tinha 514 habitantes (densidade: 24,2 hab./km²).